# Băița, Hunedoara
Baita là một xã thuộc hạt Hunedoara, România. Dân số thời điểm năm 2002 là 4244 người.